# The Sick, the Dying... and the Dead!
The Sick, the Dying... and the Dead! är det amerikanska thrash metal-bandet Megadeths sextonde studioalbum, utgivet den 2 september 2022 på etiketten Universal. The Sick, the Dying... and the Dead! är Megadeths första album med trummisen Dirk Verbeuren.

## Låtlista
| Nr           | Titel                                | Kompositör                       | Längd |
| ------------ | ------------------------------------ | -------------------------------- | ----- |
| 1.           | The Sick, the Dying... and the Dead! | Mustaine                         | 5:04  |
| 2.           | Life in Hell                         | Dave Mustaine Dirk Verbeuren     | 4:12  |
| 3.           | Night Stalkers (featuring Ice-T)     | Mustaine Kiko Loureiro Verbeuren | 6:38  |
| 4.           | Dogs of Chernobyl                    | Mustaine Loureiro                | 6:14  |
| 5.           | Sacrifice                            | Mustaine Loureiro                | 4:08  |
| 6.           | Junkie                               | Mustaine                         | 3:39  |
| 7.           | Psychopathy                          | Mustaine                         | 1:20  |
| 8.           | Killing Time                         | Mustaine Loureiro                | 5:13  |
| 9.           | Soldier On!                          | Mustaine Loureiro                | 4:54  |
| 10.          | Célebutante                          | Mustaine Loureiro                | 3:51  |
| 11.          | Mission to Mars                      | Mustaine Loureiro                | 5:24  |
| 12.          | We'll Be Back                        | Mustaine Loureiro                | 4:29  |
| Total längd: | Total längd:                         | Total längd:                     | 55:10 |

## Medverkande
Megadeth
- Dave Mustaine – sång, sologitarr, kompgitarr
- Kiko Loureiro – sologitarr, bakgrundssång
- Dirk Verbeuren – trummor

Övriga
- Steve Di Giorgio – basgitarr